# Leopold Grützmacher
Leopold Grützmacher (Dessau, Alemanya, 4 de setembre de 1835 – va morir a l'Alemanya de Weimar el 26 de febrer de 1900) ser un violoncel·lista i compositor alemany.
Leopold era el germà menor de Friedrich i va ser membre de l'Orquestra de la Gewandhaus de Leipzig. Més tard va ser el violoncel·lista principal de la Schwerin Hofkapelle, del Landestheater a Praga i després en la Hofkapelle a Meiningen, Alemanya. A partir de 1876 va ser el primer violoncel·lista i músic de cambra virtuós a Weimar.
Grützmacher va compondre dos concerts per a violoncel i moltes peces petites de violoncel. El seu fill Friedrich també fou un violoncel·lista.